# Torneo de ajedrez de Zúrich de 1953

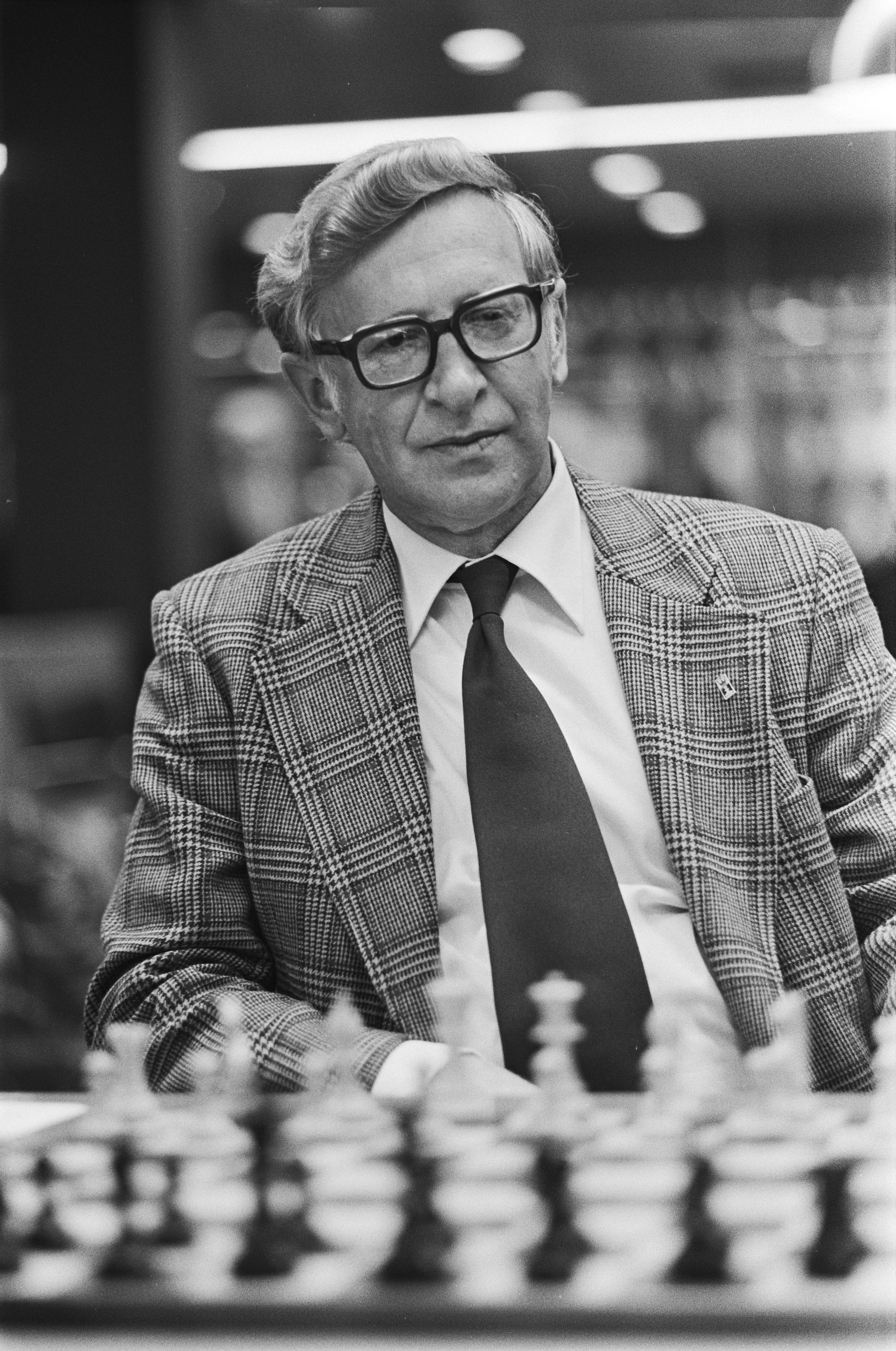
Vassily Smyslov, ganador del torneo.

El Torneo de ajedrez de Zúrich de 1953 fue el segundo de los torneos de candidatos, organizados por la FIDE para elegir al aspirante al título de campeón mundial de ajedrez. Se celebró en Zúrich, en los meses de agosto y septiembre de 1953, con victoria final de Vasili Smyslov, quien ganó así el derecho a retar al campeón Mijaíl Botvínnik.
Tras la muerte de Alexander Alekhine el título de campeón del mundo de ajedrez pasó a ser propiedad de la FIDE, que fue la encargada de organizar los retos por el título mundial. El primer torneo con el título mundial fue el torneo de 1948, y tras él se estableció un sistema de torneos para determinar quién tenía derecho a enfrentarse al campeón del mundo por el título mundial. El ciclo duraba tres años, y se inició en 1949. El primer torneo de candidatos fue el de Budapest de 1950.

## Participantes y resultados
La nómina de jugadores, entre ellos dos futuros campeones del mundo, es impresionante lo que lo convierte en uno de los torneos más fuertes de la historia. Nueve de ellos eran soviéticos: Vasili Smyslov (1.º), David Bronstein (2.º), Paul Keres (3.º), Tigran Petrosian (5.º), Yefim Géler (7.º), Aleksandr Kótov (8.º). Mark Taimánov (9.º), Yuri Averbaj (10.º) y Isaak Boleslavski (11.º). Además, tomaron parte el estadounidense Samuel Reshevsky (4.º), el argentino Miguel Najdorf (6.º), el húngaro László Szábo (12.º), el yugoslavo Svetozar Gligorić (13.º), el neerlandés Max Euwe (14.º) y el sueco Gideon Ståhlberg (15.º).
| N.º | Jugador           | 1   | 2   | 3   | 4   | 5   | 6   | 7   | 8   | 9   | 10  | 11  | 12  | 13  | 14  | 15  | Total |
| --- | ----------------- | --- | --- | --- | --- | --- | --- | --- | --- | --- | --- | --- | --- | --- | --- | --- | ----- |
| 1   | Vasili Smyslov    | –   | ½ ½ | 1 1 | ½ 1 | ½ ½ | 1 1 | ½ ½ | ½ 0 | ½ ½ | ½ ½ | ½ ½ | ½ ½ | 1 ½ | 1 1 | 1 ½ | 18    |
| 2   | David Bronstein   | ½ ½ | -   | 1 ½ | 1 1 | ½ ½ | ½ 0 | ½ ½ | ½ ½ | 1 ½ | ½ ½ | ½ ½ | 0 1 | 1 ½ | ½ ½ | ½ ½ | 16    |
| 3   | Paul Keres        | 0 0 | 0 ½ | -   | ½ ½ | ½ 1 | ½ 1 | ½ ½ | ½ ½ | ½ ½ | 0 ½ | 1 1 | 1 ½ | ½ 1 | ½ ½ | 1 1 | 16    |
| 4   | Samuel Reshevsky  | ½ 0 | 0 0 | ½ ½ | -   | ½ ½ | ½ ½ | ½ ½ | 1 0 | ½ ½ | ½ 1 | ½ 1 | 1 ½ | ½ 1 | 1 1 | 1 ½ | 16    |
| 5   | Tigran Petrosian  | ½ ½ | ½ ½ | ½ 0 | ½ ½ | -   | ½ ½ | 0 ½ | ½ ½ | 0 0 | ½ ½ | ½ ½ | 1 1 | ½ 1 | 1 ½ | 1 1 | 15    |
| 6   | Yefim Géler       | 0 0 | ½ 1 | ½ 0 | ½ ½ | ½ ½ | -   | 1 1 | ½ 0 | 0 1 | ½ ½ | 0 1 | 1 ½ | ½ 1 | 0 1 | ½ ½ | 14½   |
| 7   | Miguel Najdorf    | ½ ½ | ½ ½ | ½ ½ | ½ ½ | 1 ½ | 0 0 | -   | 1 ½ | 1 ½ | ½ 0 | ½ ½ | ½ ½ | ½ ½ | 0 ½ | 1 1 | 14½   |
| 8   | Aleksandr Kótov   | ½ 1 | ½ ½ | ½ ½ | 0 1 | ½ ½ | ½ 1 | 0 ½ | -   | 1 0 | 1 ½ | 0 0 | 1 0 | 1 ½ | 0 ½ | 0 1 | 14    |
| 9   | Mark Taimánov     | ½ ½ | 0 ½ | ½ ½ | ½ ½ | 1 1 | 1 0 | 0 ½ | 0 1 | -   | 1 0 | ½ ½ | ½ ½ | ½ 0 | 0 ½ | 1 1 | 14    |
| 10  | Yuri Averbaj      | ½ ½ | ½ ½ | 1 ½ | 0 ½ | ½ ½ | ½ ½ | 1 ½ | 0 ½ | 0 1 | -   | ½ ½ | ½ ½ | 0 ½ | 1 1 | 0 0 | 13½   |
| 11  | Isaak Boleslavski | ½ ½ | ½ ½ | 0 0 | ½ 0 | ½ ½ | 1 0 | ½ ½ | 1 1 | ½ ½ | ½ ½ | -   | ½ 0 | ½ ½ | ½ 1 | ½ ½ | 13½   |
| 12  | László Szábo      | ½ ½ | 1 0 | 0 ½ | 0 ½ | 0 0 | 0 ½ | ½ ½ | 0 1 | ½ ½ | ½ ½ | ½ 1 | -   | 1 ½ | ½ ½ | 1 ½ | 13    |
| 13  | Svetozar Gligorić | 0 ½ | 0 ½ | ½ 0 | ½ 0 | ½ 0 | ½ 0 | ½ ½ | 0 ½ | ½ 1 | 1 ½ | ½ ½ | 0 ½ | -   | ½ 1 | 1 1 | 12½   |
| 14  | Max Euwe          | 0 0 | ½ ½ | ½ ½ | 0 0 | 0 ½ | 1 0 | 1 ½ | 1 ½ | 1 ½ | 0 0 | ½ 0 | ½ ½ | ½ 0 | -   | 1 ½ | 11½   |
| 15  | Gideon Ståhlberg  | 0 ½ | ½ ½ | 0 0 | 0 ½ | 0 0 | ½ ½ | 0 0 | 1 0 | 0 0 | 1 1 | ½ ½ | 0 ½ | 0 0 | 0 ½ | -   | 8     |

El torneo lo ganó Vasili Smyslov, que obtuvo el derecho de enfrentarse a Mijaíl Botvínnik por el título mundial en 1954. Este encuentro se pactó a doce puntos y terminó empatado, por lo que Botvínnik retuvo el título según las normas establecidas.